# Denzel Whitaker
Denzel Dominique Whitaker (Torrance, 15 giugno 1990) è un attore statunitense.
Denzel Whitaker, soprannominato Dz, riceve il nome Denzel  per l'attore Denzel Washington, con cui curiosamente lavorerà in film come Training Day e The Great Debaters - Il potere della parola.

## Biografia
Figlio di Dale e Younalanda Whitaker, viene spesso erroneamente creduto il figlio dell'attore Forest Whitaker, che si ritrova nel cast di The Great Debaters - Il potere della parola nel ruolo di suo padre.
I grandi artisti di ispirazione per Denzel Whitaker sono Denzel Washington, Will Smith, Steven Spielberg e George Lucas.
Le sue preferenze cinematografiche includono serie tv come I Griffin, Robot Chicken e South Park, mentre le sue trilogie preferite del cinema sono Guerre stellari, la saga di Spider-Man e Ritorno al futuro.

## Filmografia

### Attore

#### Cinema
- Training Day, regia di Antoine Fuqua (2001)
- The Great Debaters - Il potere della parola (The Great Debaters), regia di Denzel Washington (2007)
- Il cattivo tenente - Ultima chiamata New Orleans (Bad Lieutenant: Port of Call New Orleans), regia di Werner Herzog (2009)
- My Soul to Take - Il cacciatore di anime (My Soul to Take), regia di Wes Craven (2010)
- Abduction - Riprenditi la tua vita (Abduction), regia di John Singleton (2011)
- Warrior, regia di Gavin O'Connor (2011)
- They Die by Dawn, regia di Jeymes Samuel (2012)
- Black Panther, regia di Ryan Coogler (2018)
- Acque buie (Cut Throat City), regia di RZA (2020)
- Follow Me, regia di Will Wernick (2020)
- The Angry Black Girl and Her Monster, regia di Bomani J. Story (2023)

#### Televisione
- All That 10th Anniversary Reunion Special, regia di Steve Hoefer - Film Tv (2005)
- All That - Serie Tv, 6 episodi (2004-2005)
- E.R. - Medici in prima linea (ER) - Serie Tv, episodio 12x05 (2005)
- The War at Home - Serie Tv, episodi 1x16 e 1x17  (2006)
- Teachers. - Serie Tv, episodio 1x03 (2006)
- Zack e Cody al Grand Hotel (The Suite Life of Zack and Cody) - Serie Tv, episodio 2x35 (2007)
- House Rules, regia di Daniel Minahan – Film Tv (2009)
- Un papà da salvare (Dadnapped), regia di Paul Hoen – Film Tv (2009)
- CSI - Scena del crimine (CSI: Crime Scene Investigation) – Serie Tv, episodio 9x17 (2009)
- Brothers & Sisters - Segreti di famiglia (Brothers & Sisters) – Serie Tv, 3 episodi (2009)
- R U There?, regia di Juno John Lee – Film Tv (2010)
- Blue Bloods – serie TV, 2 episodi (2015)
- The Purge – Serie Tv, 7 episodi (2019)

### Regista
- MMA: Undercover (2012) - Cortometraggio
- Operation: CTF (2012) - Cortometraggio

#### Videoclip
- You Ruined This - The Audition (2010)

### Produttore
- MMA: Undercover, regia di Denzel Whitaker (2012) - Cortometraggio
- Operation: CTF, regia di Denzel Whitaker (2012) - Cortometraggio

### Sceneggiatore
- Operation: CTF, regia di Denzel Whitaker (2012) - Cortometraggio

### Doppiatore
- Le nuove avventure di Scooby-Doo (What's New, Scooby-Doo?) - Serie Tv, episodio 3x08 (2005)
- Ant Bully - Una vita da formica (The Ant Bully), regia di John A. Davis (2006)
- Manny tuttofare (Handy Manny) - Serie Tv, episodio 1x18 (2007)
- Freaknik: The Musical, regia di Chris Prynoski (2010)
- The Boondocks - Serie Tv, episodio 3x02 (2010)

## Riconoscimenti
- 2008 – Young Artist Awards
  - Candidatura per il miglior giovane attore non protagonista – Fantasy o drammatico per The Great Debaters - Il potere della parola[2]
- 2008 – NAACP Image Award
  - Miglior attore non protagonista per The Great Debaters - Il potere della parola[2]

## Doppiatori italiani
Nelle versioni in italiano delle opere in cui ha recitato, Denzel Whitaker è stato doppiato da:
- Simone Crisari in CSI - Scena del crimine, Abduction - Riprenditi la tua vita
- Francesco Puma in Training Day
- Andrea Oldani in The Great Debaters - Il potere della parola
- Alessio De Filippis in Un papà da salvare
- Matteo Liofredi in Warrior
- Flavio Aquilone in Blue Bloods
- Omar Maestroni in The Purge